# Futurama (univers de fiction)
Le monde de Futurama provient de la série télévisée du même nom.

## L'univers de Monde Imaginaire

### Les personnages principaux
- Fry (Phillip J. Fry)
- Leela (Leela Turanga)
- Bender (Bender tordeur (Bending) Rodriguez)
- Professeur Hubert Farnsworth
- Docteur Zoidberg (John)
- Hermes (Hermes Conrad)
- Amy Wong
- Nibbler
- Zapp Branningan
- Kif Kroker

#### Les personnages secondaires ou récurrents
- Scruffy : Concierge Planet Express
- M'man (et ses trois fils : Walt, Larry, Ignar)
- Elzar : Cuisinier réputé
- Fry (Yancee Fry)
- Cubert (Cubert Farnsworth) : clone du professeur
- Dwight (Dwight Conrad) : fils de Hermes et Labarbara Conrad
- Morbo : Extraterrestre présentateur TV
- Ines (Ines Wong) : mère de Amy Wong, femme de Leo Wong
- Leo (Leo Wong) : Père de Amy Wong, mari de Ines Wong
- Linda : Présentatrice TV
- Lrrr : Extraterrestre maître de la planète Omicron Persei 8
- Calculon : Robot acteur
- Seymor Poppenmeyer : Maire de New New York
- Flexo : Frère jumeau de Bender
- DonBot : Parrain de la mafia robotique
- Joey Mousepad : Robot mafieux
- La pince : Robot mafieux
- Ogden Wernström : Professeur, ennemi du Pr Farnsworth
- Tinny Tim : Petit robot unijambiste
- Michelle : Ancienne petite amie de Fry

## Œuvres composant le monde imaginaire

### Séries télévisées

#### Dessins animés
- Futurama est une série télévisée animée américaine produite entre 1999 et 2003 sous la direction de Matt Groening (également créateur des Simpson) et David X. Cohen. Elle fut introduite initialement sur Fox Television et diffusé en France sur Canal+ et TPS.

### Bandes dessinées

#### Comics
La série paraît aussi en comics chez l'éditeur américain Bongo.

### Jeux vidéo
Futurama
Plateforme : XBOX, PS2, GameCube
Éditeur : 	Running With Scissors
Développeur : 	Hudson Soft
Type : 	Action
Site web officiel : 	Aller sur le site
Sortie : 	août 2003
Classification :	Déconseillé aux - de 12 ans

## Activités de fans

### Mods
Jeux vidéo amateurs

## Autour du monde imaginaire

### Inspirations
Ce qui a inspiré l'univers.

### Évolution du monde imaginaire de Futurama
Importantes évolutions du monde imaginaire.

### Droits et domaine juridique
Entreprise a l'exclusivité de Futurama sur tous les domaines.
Il est accepté (sans aucune jurisprudence ni contrat) que vous puissez faire vos propres extensions aux jeux et les distribuer sans aucune rémunération, sans licence et sans officialisation.
Il est accepté (sans aucune jurisprudence ni contrat) d'écrire des textes, des fanfix, des romans sans aucune rémunération, et sans officialisation.

### Personnalités importantes
Aucune connue.

### Groupes (entreprise, association ou autre)
Aucun connu.

### Conventionset évènements
Les réunions, manifestations des fans du monde imaginaire.
Aucune connue.

### Mondes imaginaires connexes
Aucun connu.

### Mondes imaginaires semblables
Aucun connu.